# فرا فیلم
فرافیلم (meta_film) فیلمی است کل موضوع آن به نحوهٔ ساخت یک فیلم -از جمله خود آن فیلم- مربوط می‌شود. فرافیلم آن دسته از فیلم‌هایی است که موضوع آن ماهیت سینما و امر فیلم سازی بوده و شیوه ای از فیلمسازیست که در آن فیلم به مخاطب اطلاع می‌دهد که در حال تماشای یک اثر داستانی و ساختگیست، از این رو فرافیلم‌ها اغلب به تولید خود اشاره می‌کنند و برخلاف قراردادهای روایی که هدفشان حفظ تعلیق و باورپذیری هر چه بیشتر مخاطب است، کار می‌کند.
به بیان دیگر این گونه از فیلم‌ها، فیلم‌هایی از پشتِ صحنهٔ فیلمسازیِ فیلمساز است و معمولا فیلم سازان این آثار با نگاه انتقادی به شیوه تولید معنا، تخیلی یا تصنعی بودن فیلم را برجسته کرده و به رویارویی با توهم موجود در فیلم‌های متعارف و واقع گرا می‌پردازند. تقابل و کشمکش شخصیت‌ها در آثار سینمایی به عنوان یک اصل، اهمیت مطالعه نسبت «خود» و «دیگری» را در آن‌ها به خوبی نمایان می‌کند. نسبت خود و دیگری در بخش زیادی از تاریخ فلسفه طبق رابطه سوژه-ابژه صورت بندی شده است. از نظر ژان پل سارتر انسان تحت «نگاه» دیگری تبدیل به شی ء شده و آزادی خود را از دست می‌دهد. در مقابل، لویناس فرض کردن «دیگری» را به عنوان یک ابژه شناخت، خشونت علیه «دیگری» می‌داند، که همین مسئله در فرا فیلم مورد بررسی قرار گرفته و حائر اهمیت است.
عناصر متاسینما یا همان فرافیلم شامل صحنه‌هایی است که در آن شخصیت‌ها دربارهٔ ساخت فیلم صحبت می‌کنند یا تجهیزات و امکانات تولید نشان داده می‌شود و به نوعی شبیه فراداستان در ادبیات است.

## تعریف دیگر
فیلم‌های سینمای رایج و رسمی، واقعیت فریبنده‌ای را خلق کرده و از طریق تکنیک‌های فنّی، و روایتی شیوه تولید معنا را از نظر پنهان می‌سازند؛ اما فرافیلم‌ها که اغلب داستان فرایند فیلم‌سازی یا زندگی فیلم‌ساز را در جریان یکی از مراحل ساخت فیلم نشان می‌دهند، برخلاف آثار رایج سینما، به جای پنهان کردن ماهیت فیلمی خود به شیوه‌های گوناگون و با پرداختن به سختی‌ها، مشکلات و لذت‌های فیلم‌سازی، تخیلی یا تصنعی بودن خود را برجسته می‌کنند.

## تاریخچه
تاریخچهٔ نمونه‌هایی از فراسینما به روزهای اولیه فیلم‌سازی روایی برمی‌گردد. در دهه ۱۹۴۰، موزیکال‌ها و کمدی‌های پشت صحنه مانند جاده‌ای به سنگاپور (ویکتور شرتزینگر، ۱۹۴۰) و هلزاپوپین (اچ. سی پاتر، ۱۹۴۱)از فرافیلم در روایت خود استفاده کردند، البته سال‌ها قبل از آن دوران فیلم «مردی با دوربین فیلمبرداری اش» از ژیگا ورتوف به فرامستند نزدیک شده بود.
فرافیلم را می‌توان در سینمای هنری دهه ۱۹۶۰ مانند پنیر بی نمک (پیر پائولو پازولینی ۱۹۶۱)، هشت و نیم (فدریکو فلینی، ۱۹۶۳)، نفرت (ژان لوک گدار ۱۹۶۳)، شب آمریکایی) فرانسوا تورفو ۱۹۷۳) یا مصائب آنا (اینگمار برگمن، ۱۹۶۹) و … پیدا کرد و اغلب می‌توان آن را در فیلم‌سازی خود انعکاسی موج نو فرانسه در فیلم‌هایی مانند تحقیر (Jean-1969) در سینمای هنری دهه ۱۹۶۰ شناسایی کرد.
از نمونه‌های شاخص در سینمای ایران می‌توان به «زیر درختان زیتون» ساختهٔ عباس کیارستمی «، وقتی همه خوابیم» اثر بهرام بیضایی، «آینه» از جعفر پناهی و … اشاره کرد.